# Cécile Kayirebwa
Cécile Kayirebwa, née le 22 octobre 1946, est une chanteuse rwandaise.

## Biographie
Elle est née à Kigali en 1946. Ses deux parents aiment la chanson, et elle découvre, enfants, des titres divers, de Johnny Hallyday, Stevie Wonder ou encore France Gall. Son père dirigeait une chorale de l’Église catholique locale, et enseigne des chants en langue africaine et en latin. Elle rejoint un groupe diffusé par Radio Rwanda, alors qu'elle est encore adolescente. Elle suit par ailleurs une formation pour devenir assistante sociale. Mais elle s'intéresse également à la  composition musicale et à la musique traditionnelle rwandaise. Elle écrit ainsi des chansons sur la reine rwandaise Rosalie Gicanda.
En 1973, à la suite d'une violente campagne anti-tutsi dans le pays, sa mère quitte le Rwanda, avec elle, pour vivre en Belgique. Ils vivent un moment en Lozère et elle parle couramment et chante en français,. En Europe, Elle continuée ensuite à travailler comme chanteuse en Europe, s'adressant notamment à la diaspora rwandaise.  Elle étudie son patrimoine culturel au musée royal de l'Afrique centrale à Tervuren. Elle se marie, et a plusieurs enfants. Elle apparaît dans le groupe Bula Sangoma dans le milieu des années 1980, et ils sortent un album en 1985.
En 1988, elle revient dans son pays natal, peu de temps après la mort de sa mère revenue sur place avant elle. Elle crée une chanson sur le bonheur intitulée Umunezero, qui devient populaire avec le Front patriotique rwandais. Elle chante dans des groupes ou en solo. Son premier album solo est intitulé Music from Rwanda, et il comprend des chansons de Jean-Christophe Matata. Ses œuvres inspirent une nouvelle génération, tout en faisant le lien avec une tradition musicale, y compris par la technique vocale. Elle sort d'autres albums en 2002 et en 2005, et participe à des festivals ou des événements, notamment le Holocaust Memorial Event à Londres en 2001. En 2013, Kayirebwa poursuit en justice des stations de radio, y compris la radio-télévision d'État, pour y avoir souvent entendu ses œuvres, sans toucher de royalties.